# Кохадзе Іраклій Костянтинович
Іраклій Костянтинович Кохадзе (нар. 1929 або 1932) — радянський грузинський футболіст, нападник.

## Життєпис
Розпочинав займатися футболом у своєму рідному місті. Був вихованцем футбольної школи 35 Мінпросвіти Тбілісі. Розпочинав свою кар'єру в дублі тбіліського «Динамо». Однак потрапити в основний склад «біло-блакитних» нападник не зміг.
З 1950 по 1952 роки Іраклій Кохадзе виступав у класі «А» радянського футболу за команди «Торпедо» (Сталінград), «Спартак» (Тбілісі) і «Локомотив» (Москва). Всього в класі найсильніших провів 11 матчів, в яких забив 2 м'ячі.
Окрім цього, Іраклій грав за клуби «Червоний Прапор» (Іваново) і «Металург» (Дніпропетровськ), які виступали в класі «Б» радянського першості.
Завершував свою кар'єру футболіст в нижоліговому «Гірнику» та аматорському «Авангарді» з Кривого Рогу.